# Dømt for terror
Dømt for terror er en dansk dokumentarfilm fra 2010 der er instrueret af Christian Sønderby Jepsen, Miki Mistrati og Nagieb Khaja.

## Handling
Danskeren Abdulkadir Celcur idømmes i 2007 13 års fængsel som terrorist ved en bosnisk domstol. Han er blevet anholdt sammen med svenskeren Maximus, der idømmes 15 års fængsel. Dommene danner baggrund for anholdelse af treogtyve personer i Danmark og for den såkaldte Glostrupsag. En meget dårlig sag for dansk politi og efterretningstjeneste, skal det senere vise sig. Abdulkadir er en af de unge muslimer, der bliver ekstremt religiøs efter terrorangrebet i New York i 2001. I moskeen i København møder han Maximus, der senere inviterer Abdulkadir til Bosnien for at 'opleve ramadanen i et muslimsk land'. Politiet anholder Maximus og Abdulkadir i Bosnien, og finder 19,8 kg sprængstof, en lyddæmpet pistol, ammunition og en 'terror-video', hvorpå Maximus optræder iført en selvmordsbombe. Maximus erkender sine terrorplaner under retssagen, men fortæller eksklusivt i denne film, hvordan Abdulkadir og de andre danske drenge var uvidende om planerne. Abdulkadirs dom ændres senere til 6 års fængsel og udvisning af Danmark for altid. De treogtyve anholdelser i Danmark fører til een domfældelse.